# Literatură medievală
Literatura medievală este un subiect extins care include toate lucrările scrise în Europa și restul lumii în Evul Mediu (aproximativ din secolul al V-lea până în secolul al XV-lea). Literatura în acest timp includea lucrări seculare și religioase. Ca literatura modernă, studiul literaturii medievale este unul complex și bogat, literatura în acel timp fiind destul de variată, de la lucrări sacre religioase până la lucrări chiar excesiv de vulgare. Temele caracteristice acelor vremuri erau, în cazul operelor religioase, iubirea pentru Dumnezeu, gloria acestuia, martiriul, virtutea în fața tentației și a supliciului (Dulcitius, sec. X), și în cazul operelor nereligioase, vitejia, iubirea, onoarea și războiul (de exemplu în Cântecul lui Roland, c.1115).

## Istorie
După căderea Imperiului Roman de Apus în sec. V, spațiul sociopolitic european al vremii a devenit foarte fragmentat și dinamic. Susținerea bisericii era de mare ajutor pentru monarhii creștini, prin urmare biserica a câștigat tot mai multă influență în spațiul laic. Majoritatea literaturii medievale a fost scrisă de membri ai clerului și reprezintă în principal hagiografii (Legenda aurea c. 1260), imnuri (Dies Irae c. 1200) și tratate filozofice și teologice.

## Limbi
Fiind limba latină a fost limba Bisericii Catolice, care în Evul Mediu a dominat Europa de Vest și Centrală și fiindcă în acele timpuri biserica a avut aproape un monopol al învățământului, latina a fost o limbă foarte importantă pentru literatura medievală, chiar și în părți ale Europei care nu au fost niciodată romanizate. În Europa de Est, influența Imperiului Bizantin și a Bisericii Ortodoxe a făcut limba greacă și slavonă să fie limbile dominante în literatură.
În afară de aceste limbi se foloseau și dialecte locale, mai ales în scrieri comune/seculare. Lucrări care sunt binecunoscute astăzi, ca de exemplu Beowulf, Nibelungenlied și Cântecul lui Roland, au folosit respectiv limba anglo-saxonă, germana de sus și franceza veche.